# Kneške Ravne
Kneške Ravne so naselje v Občini Tolmin.